# 池州市第十中学
30°40′3″N 117°29′42″E / 30.66750°N 117.49500°E
池州市第十中学（前称安徽省贵池中学秋浦分校）是位于中国安徽省池州市清风街道的一所初级中学，占地面积大约2万平方米。

## 历史
为解决池州城区义务教育班额过大问题，2005年4月，安徽省贵池中学秋浦分校动工建设。该校位于安徽省池州市清风街道百牙东路69号原池州市啤酒厂教学点所在地。2006年5月6日，原贵池中学初中部700余名学生迁往新建成的秋浦分校上课。当年9月开始招收初一学生。
2010年8月，因安徽省贵池中学改为今名池州市第一中学，贵中分校迁回原安徽省贵池中学旧校区，更名为“池州市第十一中学”；原址创立“池州市第十中学”。截止2022年12月，该校共有学生2984名，教学班55个。
2013年，该校同大韩民国全罗南道求礼郡求禮中學校结为姐妹学校。
建校以来，该校重视素质教育，经常开展社会实践和主题教育活动；并推行全省首创的创意成绩单。

## 校歌
2023年4月，池州市教体局及贵池区教体局发出要求举办中小学幼儿园校歌比赛之后，该校随即谱写校歌《梦想开始的地方》，由音乐教师刘玲作曲、校长张俊作词。

## 历任领导
1. 汪炜杰（2006年5月-2010年9月）
2. 何晓平（2010年9月-2017年12月）
3. 陈胜利（2017年12月-2019年3月）
4. 张俊（2019年3月-）

## 图像

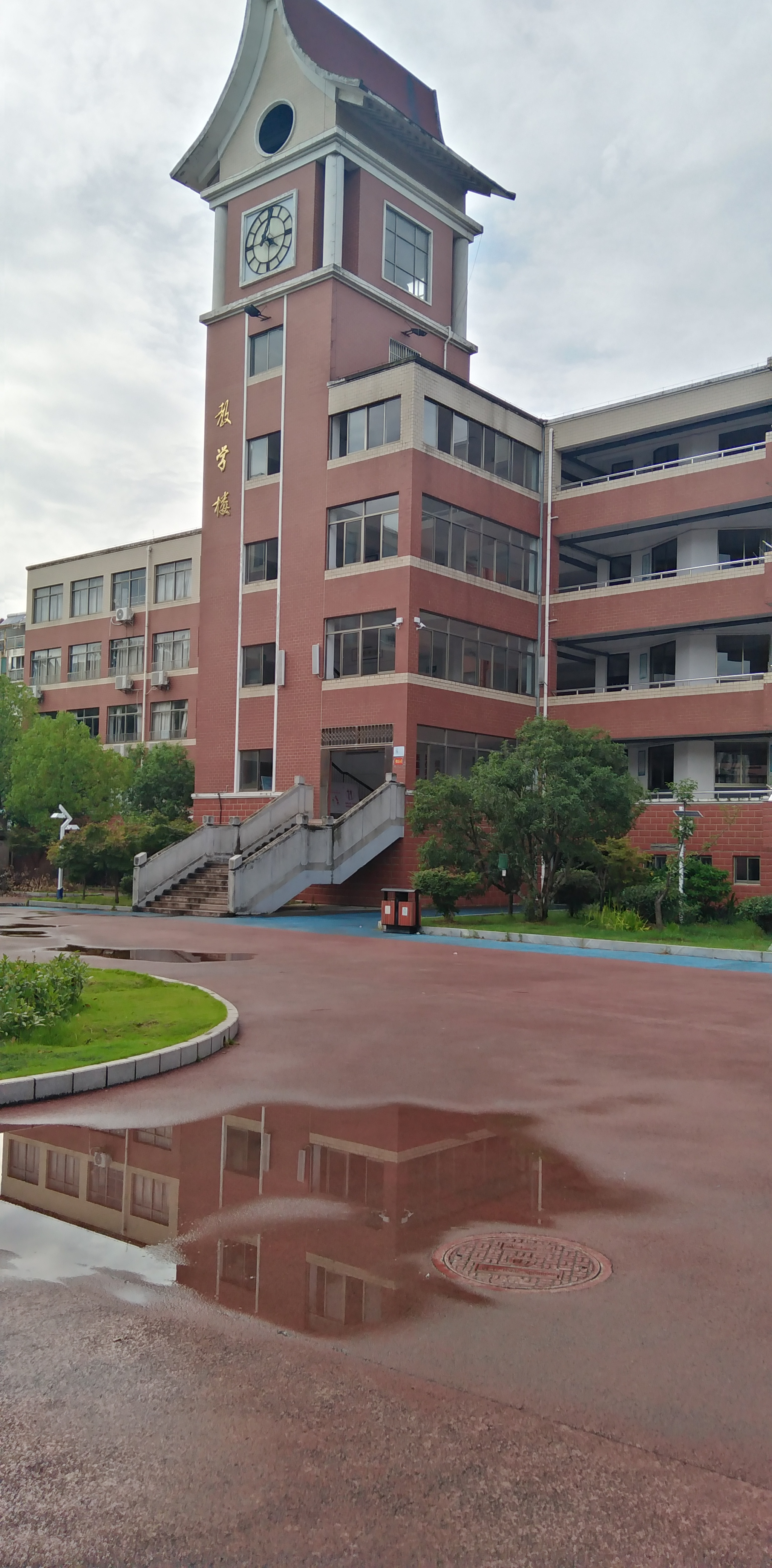
教学楼
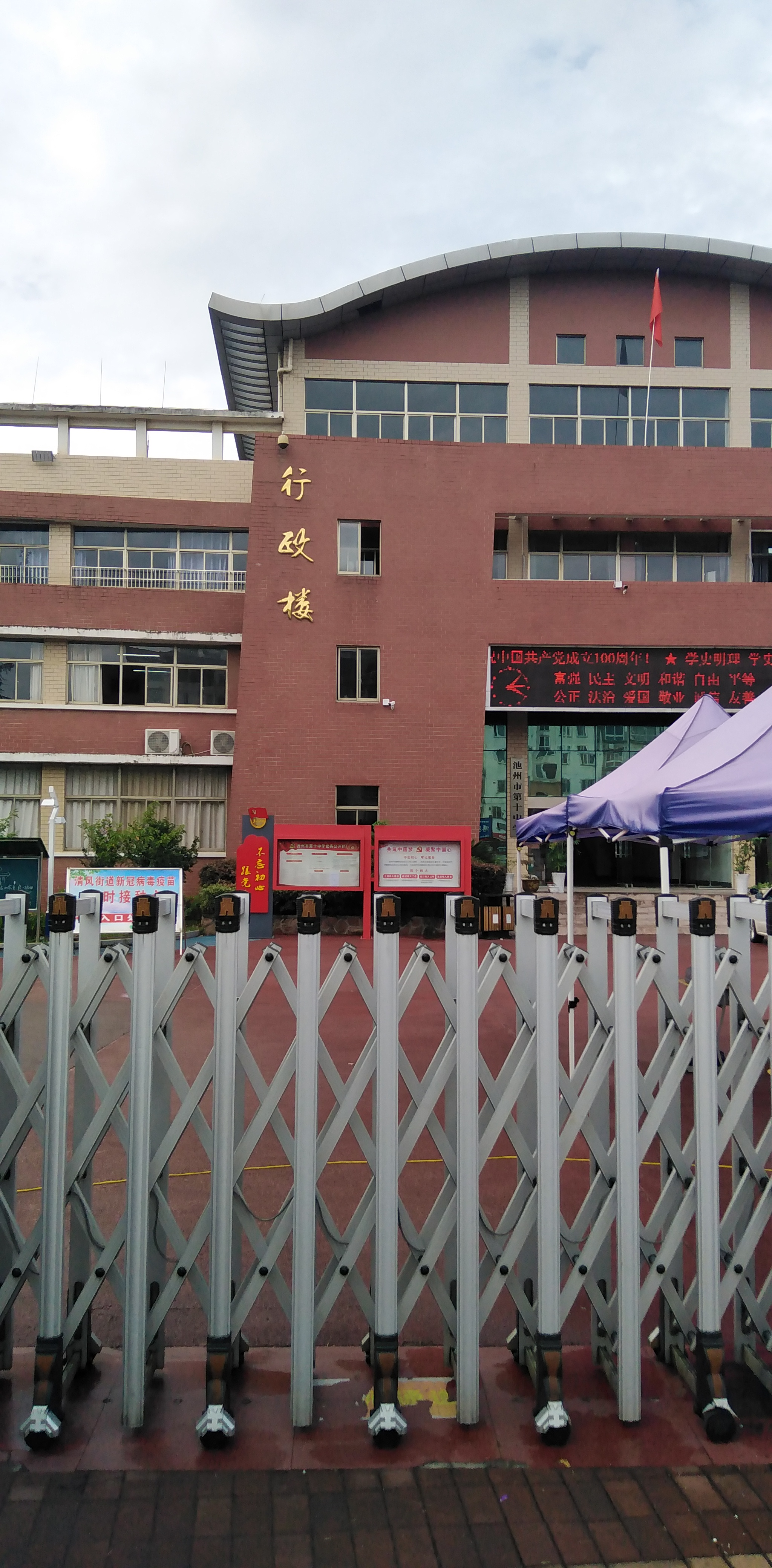
行政楼
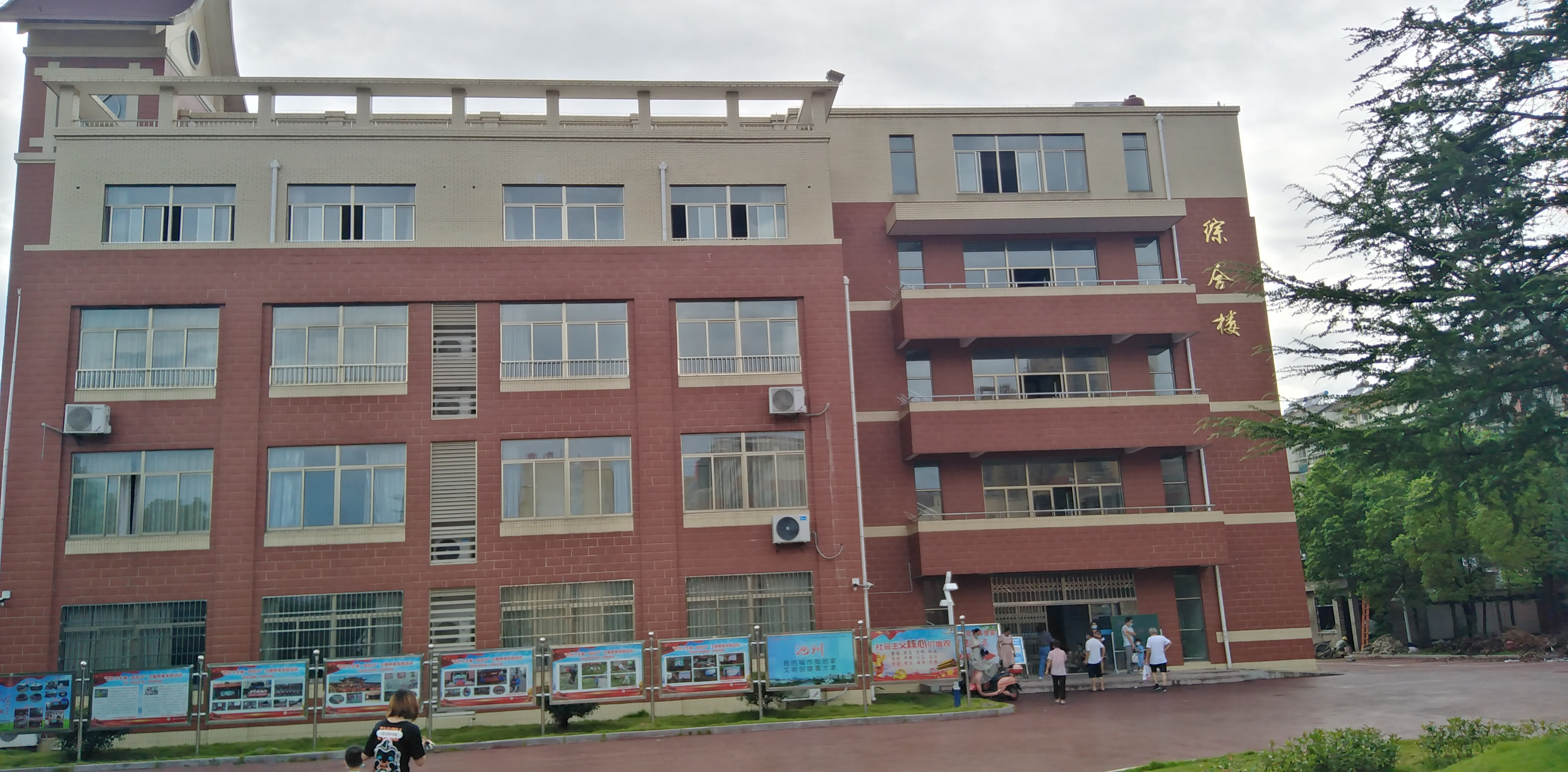
综合楼